# 오산시시설관리공단
오산시시설관리공단은 경기도 오산시장이 지정하는 시설물을 효율적으로 관리 운영함으로써 시민의 복리증진에 기여할 목적으로 2004년 1월 1일 설립된 지방공기업이다. 사무실은 경기도 오산시 경기동로 33(오산동 49) 스포츠센터내 에 있다.

## 설립 근거
- 지방공기업법 제76조
- 오산시 시설관리공단 설립 및 운영에 관한 조례

## 주요 사업
- 공영주차장(노외 3개소, 노상 5개소, 시청부설 1개소)
- 체육시설(시민회관 1개소, 종합운동장 1개소, 죽미체육공원 1개소)
- 문화예술회관(대공연장 : 860석 규모, 소공연장 : 214석)
- 쉼터공원(시립납골･추모시설, 총규모 11,798위)
- 여성회관(문화, 교양 교육시설)
- 스포츠센터 및 체육공원(수영장 50m×10Lane 규모, 보조축구장 포함)

## 대외 인증
- 2007년 12월, 산업자원부 기술표준원, 한국서비스품질인증 취득
- 2010년  9월, 고용노동부(한국산업인력공단), Best-HRD 인증 취득
- 2010년 11월, 고용노동부(한국산업안전보건공단), KOSHA-18001 인증 취득
- 2011년  6월, 경기도, 일하기좋은기관(GGWP) 인증 취득
- 2012년 10월, 품질/환경경영시스템(ISO 9001/14001) 인증취득
- 2012년 12월, 한국서비스품질인증 재획득
- 2012년 12월, 가족친화 우수기관(여성가족부) 인증취득